# Mistrzostwa Świata w Zapasach 1962
Mistrzostwa Świata w Zapasach 1962 odbyły się w mieście Toledo (Stany Zjednoczone).

## Tabela medalowa
| Lp. | Państwo           |   |   |   | Razem |
| --- | ----------------- | - | - | - | ----- |
| 1   | ZSRR              | 6 | 4 | 1 | 11    |
| 2   | Turcja            | 3 | 1 | 5 | 9     |
| 3   | Japonia           | 2 | 2 | 1 | 5     |
| 4   | Iran              | 2 | 2 | 0 | 4     |
| 5   | Węgry             | 2 | 0 | 1 | 3     |
| 6   | Bułgaria          | 1 | 4 | 0 | 5     |
| 7   | Włochy            | 0 | 1 | 1 | 2     |
| 8   | Dania             | 0 | 1 | 0 | 1     |
|     | Jugosławia        | 0 | 1 | 0 | 1     |
| 10  | Stany Zjednoczone | 0 | 0 | 3 | 3     |
|     | RFN               | 0 | 0 | 3 | 3     |
| 12  | Egipt             | 0 | 0 | 1 | 1     |

## Medale

### Mężczyźni

#### Styl wolny
| Konkurencja |                    |                          |                   |
| ----------- | ------------------ | ------------------------ | ----------------- |
| 52 kg       | Ali Alijew         | Noriyuki Harada          | Satılmış Tektaş   |
| 57 kg       | Hüseyin Akbaş      | Masaki Hatta             | János Varga       |
| 63 kg       | Osamu Watanabe     | Mohamed Khadem Khorasani | Ewald Tauer       |
| 70 kg       | Enju Wyłczew       | Robert Dżaganadze        | Osvaldo Ferrari   |
| 78 kg       | Emam Ali Habibi    | Petko Dermendżiew        | James Ferguson    |
| 87 kg       | Mansur Mahdizade   | Hasan Güngör             | Shun’ichi Kawano  |
| 97 kg       | Aleksandr Miedwied | Gholam Reza Tachti       | Dan Brand         |
| +97 kg      | Aleksandr Iwanicki | Lutwi Achmedow           | Wilfried Dietrich |

#### Styl klasyczny
| Konkurencja |                     |                      |                     |
| ----------- | ------------------- | -------------------- | ------------------- |
| 52 kg       | Sergiej Rybałko     | Ignazio Fabra        | Burhan Bozkurt      |
| 57 kg       | Masamitsu Ichiguchi | Amari Egadze         | Kamal as-Sajjid Ali |
| 63 kg       | Imre Polyák         | Konstantin Wyrupajew | Rıza Doğan          |
| 70 kg       | Kazım Ayvaz         | Stevan Horvat        | James Burke         |
| 78 kg       | Anatolij Kolesow    | Bjarne Ansbøl        | Yavuz Selekman      |
| 87 kg       | Tevfik Kış          | Krali Bimbałow       | Anatolij Kirow      |
| 97 kg       | Rostom Abaszidze    | Bojan Radew          | İsmet Atlı          |
| +97 kg      | István Kozma        | Anatolij Roszczin    | Wilfried Dietrich   |